# Agrilus nokrek
Agrilus nokrek é uma espécie de inseto do género Agrilus, família Buprestidae, ordem Coleoptera.
Foi descrita cientificamente por Jendek, em 2007.